# Foidonośny latyt
Foidonośny latyt – skała magmowa wylewna lub subwulkaniczna. Jego plutonicznym odpowiednikiem jest foidonośny monzonit. Na diagramie klasyfikacyjnym QAPF latyt zajmuje pole 8'.
Składa się głównie ze skalenia potasowego i plagioklazów szeregu (oligoklaz–andezyn–labrador), skaleniowców, foidów, piroksenów (augit, diopsyd, hipersten), amfiboli (hornblenda), biotytu. W niewielkich ilościach występują minerały akcesoryczne: apatyt, tlenki żelaza, tytanit, spinel, piryt, cyrkon, allanit i in. Często obecne jest szkliwo wulkaniczne.